# La Villeneuve-lès-Charleville
La Villeneuve-lès-Charleville är en kommun i departementet Marne i regionen Grand Est (tidigare regionen Champagne-Ardenne) i nordöstra Frankrike. Kommunen ligger i kantonen Montmirail som tillhör arrondissementet Épernay. År 2022 hade La Villeneuve-lès-Charleville 119 invånare.

## Befolkningsutveckling
Antalet invånare i kommunen La Villeneuve-lès-Charleville
| Referens: INSEE |